# Placodiscus boya
Placodiscus boya är en kinesträdsväxtart som beskrevs av Aubrev. & Pellegr.. Placodiscus boya ingår i släktet Placodiscus och familjen kinesträdsväxter. Inga underarter finns listade i Catalogue of Life.